# Ansari X Prize
Ansari X Prize er en præmie på 10 millioner dollars, der er udlovet for at fremme rumturisme. Præmien går til det første hold, der bygger et rumfartøj uden offentlig støtte, og som to gange indenfor to uger får sendt deres rumfartøj op i 100 kilometers højde over jorden med tre personer om bord (eller en person og ekstra vægt om bord svarende til to personer mere).
X Prize blev offentliggjort 18. maj 1996 i St. Louis.
Ideen til X Prize er Orteig præmien der i 1919 blev udlovet til den første non-stop flyvning mellem New York og Paris. Orteig præmien blev vundet i 1927 af Charles Lindbergh.
Den 4. oktober 2004 vandt SpaceShipOne præmien.